# Arrats de devant
L'Arrats de devant parfois appelé Petit Arrats est une rivière du sud de la France et un sous-affluent de la Garonne par l'Arrats.

## Géographie
De 14,1 km de longueur, l'Arrats de devant prend sa source dans le département des Hautes-Pyrénées sur la commune de Betbeze et se jette dans l'Arrats à la hauteur de la commune de Bézues-Bajon dans le Réservoir de l'Astarac.

### Départements et communes traversés
- Hautes-Pyrénées : Betbeze, Thermes-Magnoac, Casterets.
- Gers : Mont-d'Astarac, Lalanne-Arqué, Manent-Montané, Saint-Blancard, Cabas-Loumassès, Aussos, Bézues-Bajon[1].

## Principaux affluents
- (G) Ruisseau de la Métairie du Bois : 1,4 km
- (G) Ruisseau du Briquet : 1,4 km
- (D) Ruisseau des Gouttillets : 1,3 km
- (D) Ruisseau de Nax : 1,5 km

(D) rive droite ; (G) rive gauche.

## Galerie

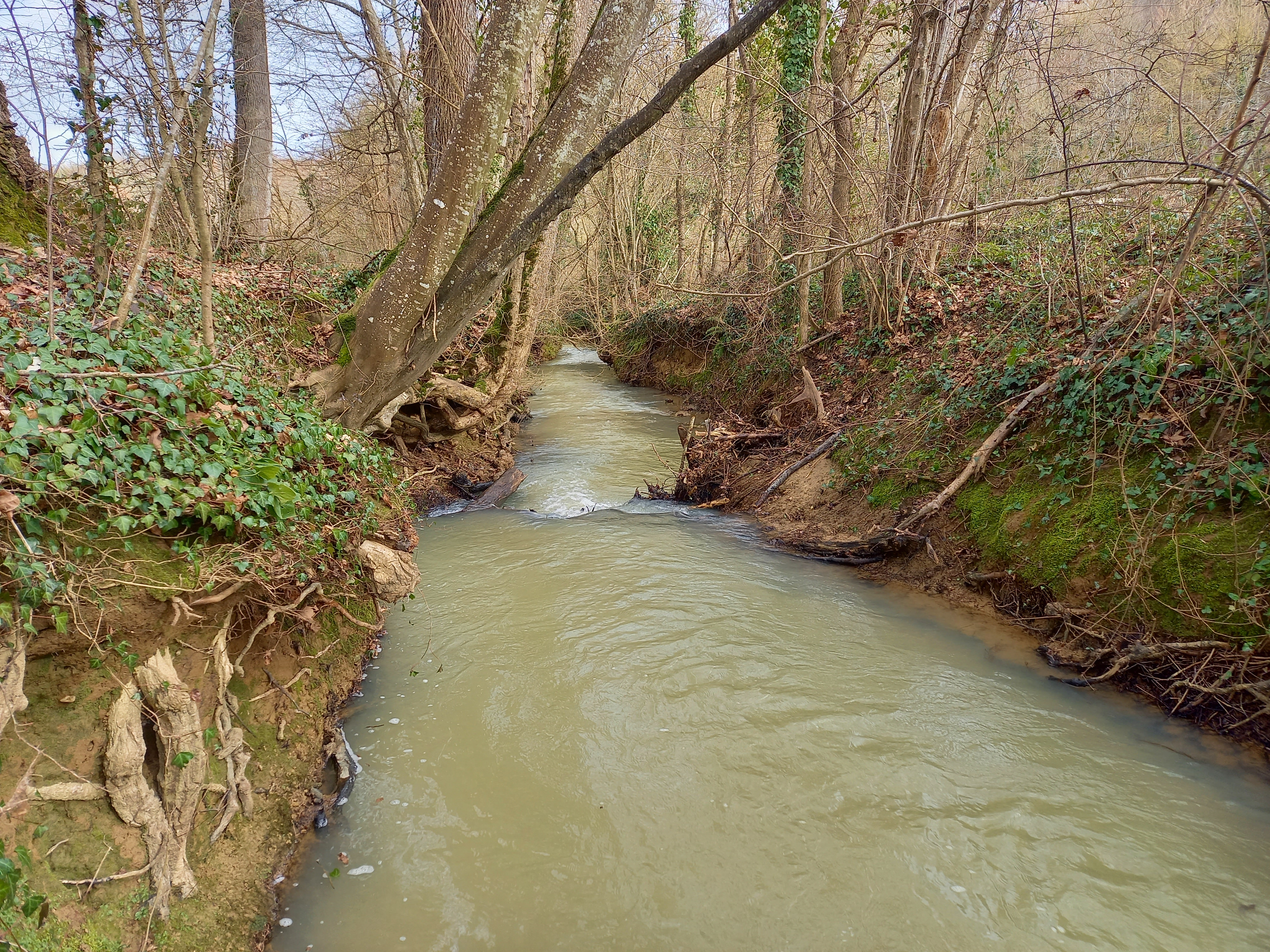
Embâcle naturel sur la rivière détruit à la suite de la crue de février 2021.
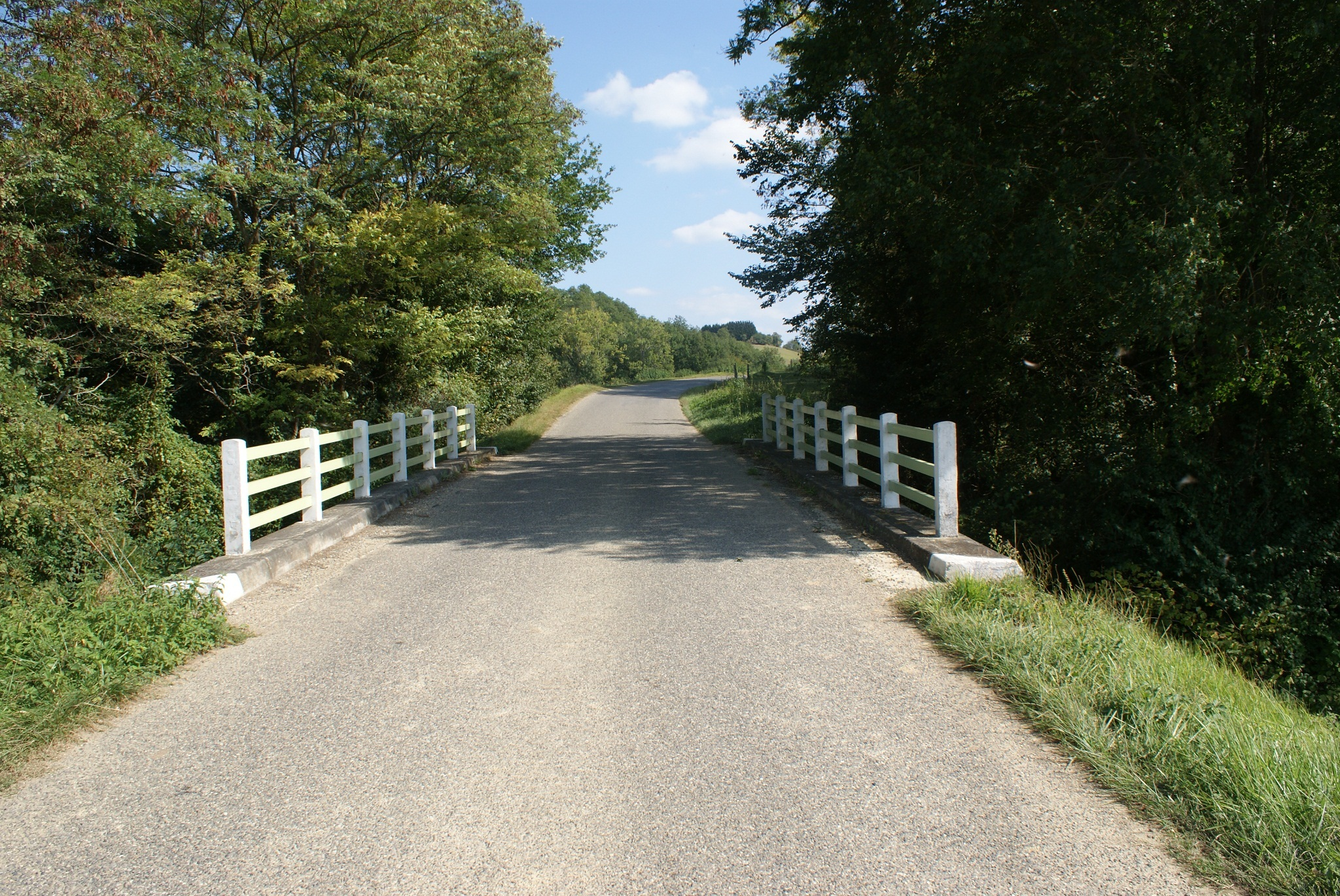
Pont sur la D 139.